# Därligen
Därligen é uma comuna da Suíça, no Cantão Berna, com cerca de 403 habitantes. Estende-se por uma área de 6,91 km², de densidade populacional de 58 hab/km². Confina com as seguintes comunas: Beatenberg, Interlaken, Leissigen, Matten bei Interlaken, Saxeten, Unterseen, Wilderswil.
A língua oficial nesta comuna é o Alemão.